# Evans Blue
Evans Blue é uma banda de rock alternativo formada em 2005 na cidade de Toronto.